# Tramlijn 6 (Szczecin)
Tramlijn 6 is een tramlijn in de Poolse stad Szczecin op de route Pomorzany ↔ Gocław. Dit traject werd oorspronkelijk ingesteld in 1905.

## Geschiedenis van het traject
- 1905: Bahnhof – Bolwerk – Dampfschiffsbolwerk/Unterwiek – Kochstrasse – Poststrasse – Giessereistrasse – Langestrasse – Grenzstrasse – Elysium.
- 1927: (verlengd) via Friedebornstrasse – Erichstrasse naar de Bahnhof Zabelsdorf.
- 1946: Gocław – Światowida – Dębogórska – Druckiego-Lubeckiego
- 1950: Nocznickiego – Dubois – Parkowa – Malczewskiego – Matejki – Plac Żołnierza Polskiego – Obrońców Stalingradu – Wojska Polskiego – Jagiellońska – Bohaterów Warszawy – Wawrzyniaka – Wojska Polskiego – Ostrawicka.
- 1971: Gocław – Światowida – Dębogórska – Druckiego-Lubeckiego – Stalmacha – Nocznickiego – Jana z Kolna – Nabrzeże Wieleckie – Kolumba – Smolańska – Pomorzany.
- 1987: vanaf het Gocław naar de Dworcowa.
- 1990: vanaf het Gocław naar de Pomorzany.

## Huidige traject
| Lijn | Traject | Lengte  | Reistijd  | Haltes |
| ---- | --- | ------- | --------- | ------ |
|      | Pomorzany ↔ Gocław Smolańska – Chmielewskiego – Kolumba – Nabrzeże Wieleckie – Jana z Kolna – Łady – Dubois – Antosiewicza – Nocznickiego – Stalmacha – Druckiego-Lubeckiego – Dębogórska – Wiszesława – Światowida – Lipowa | 10,9 km | 35-36 min | 28-29  |

## Galerij

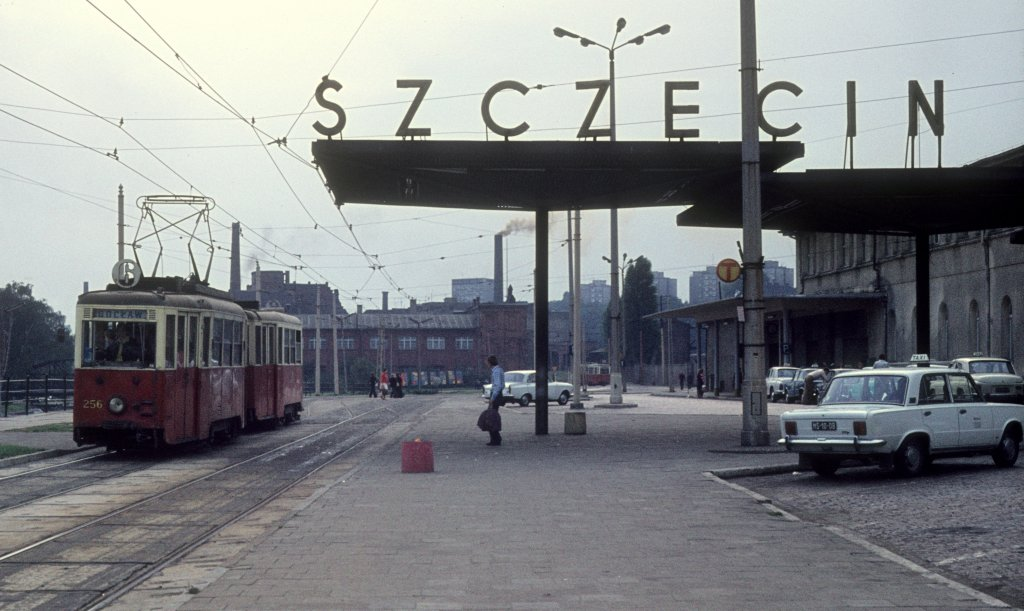
Lijn 6 voor het Centraal Station van Szczecin; 1975.
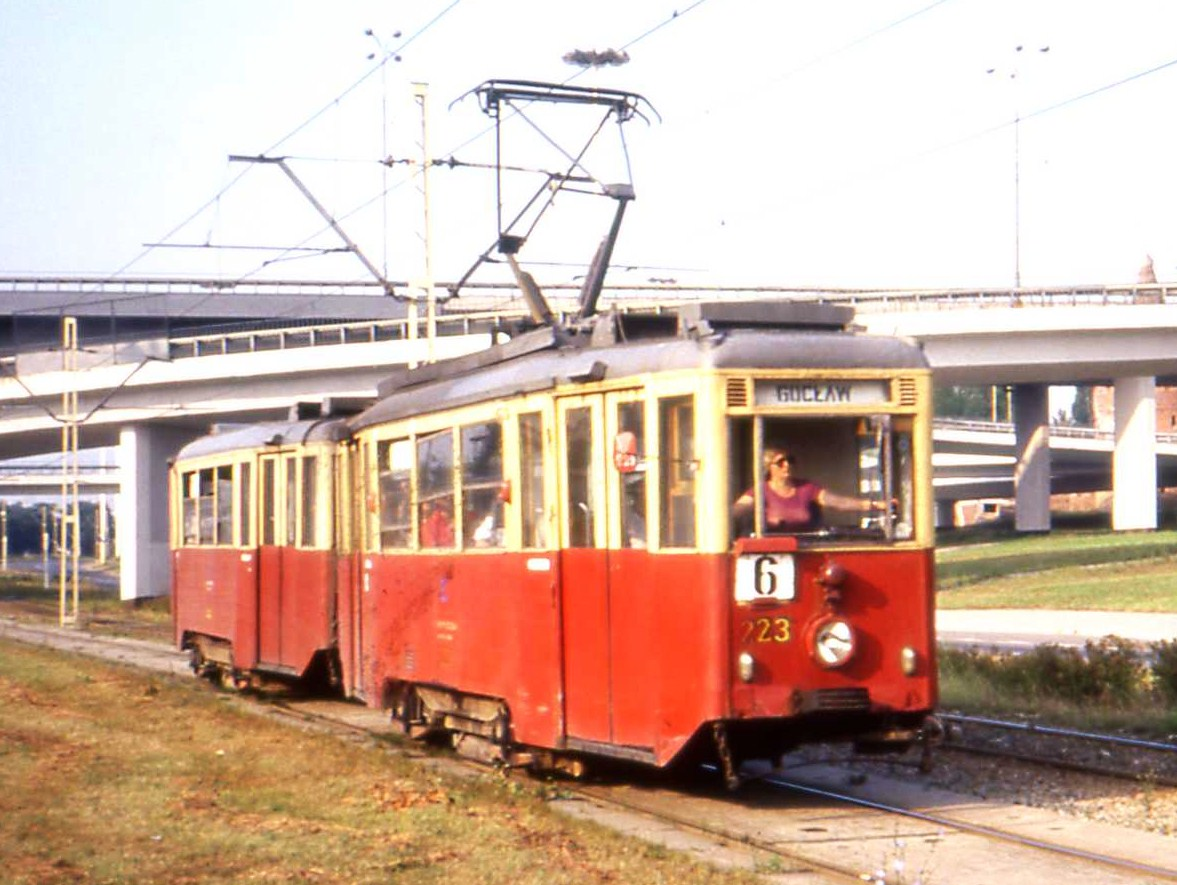
Tweeassige motor- en bijwagen Konstal 4N op lijn 6; 1990.
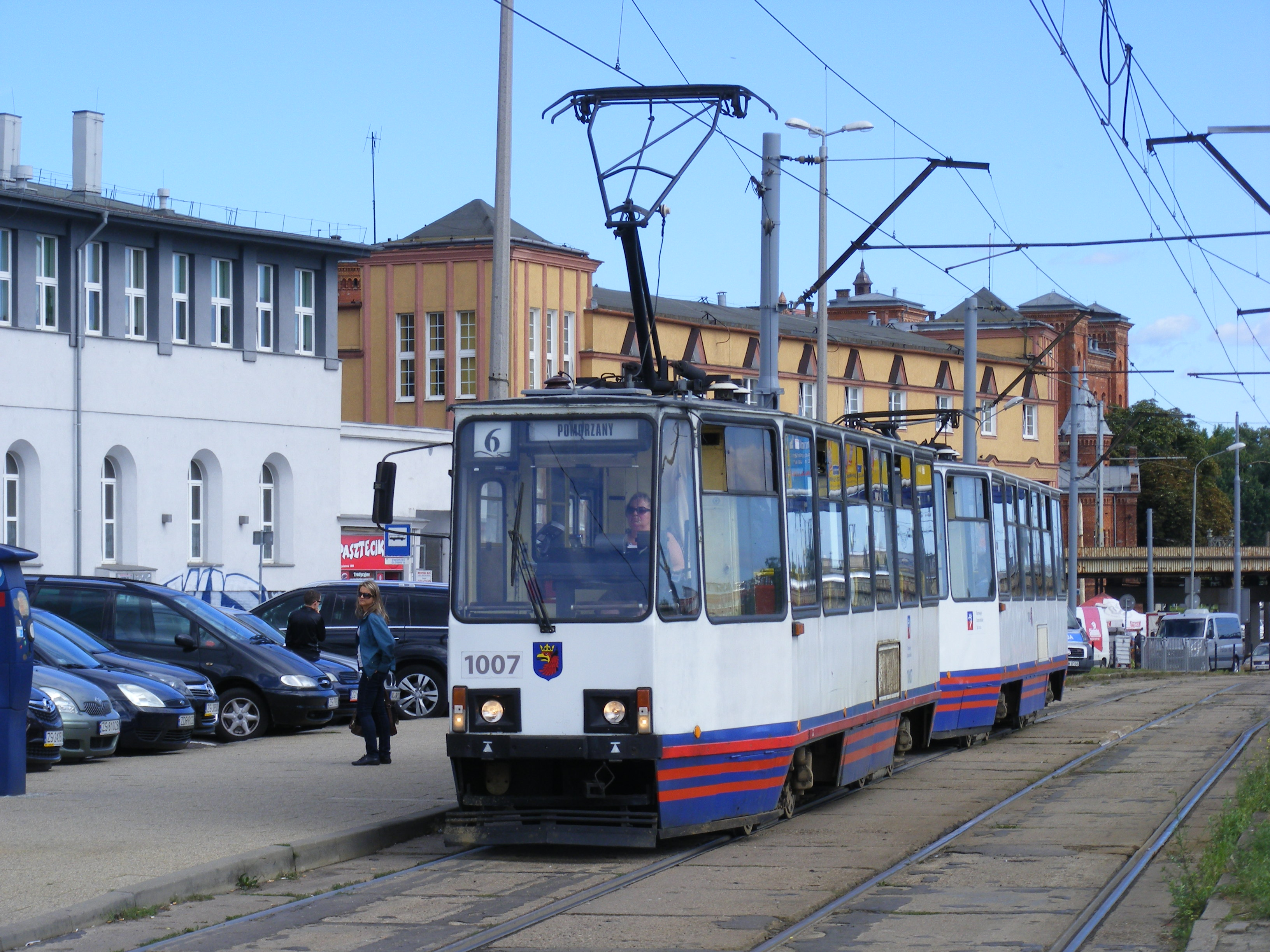
Tram van lijn 6 door de Kolumba straat.
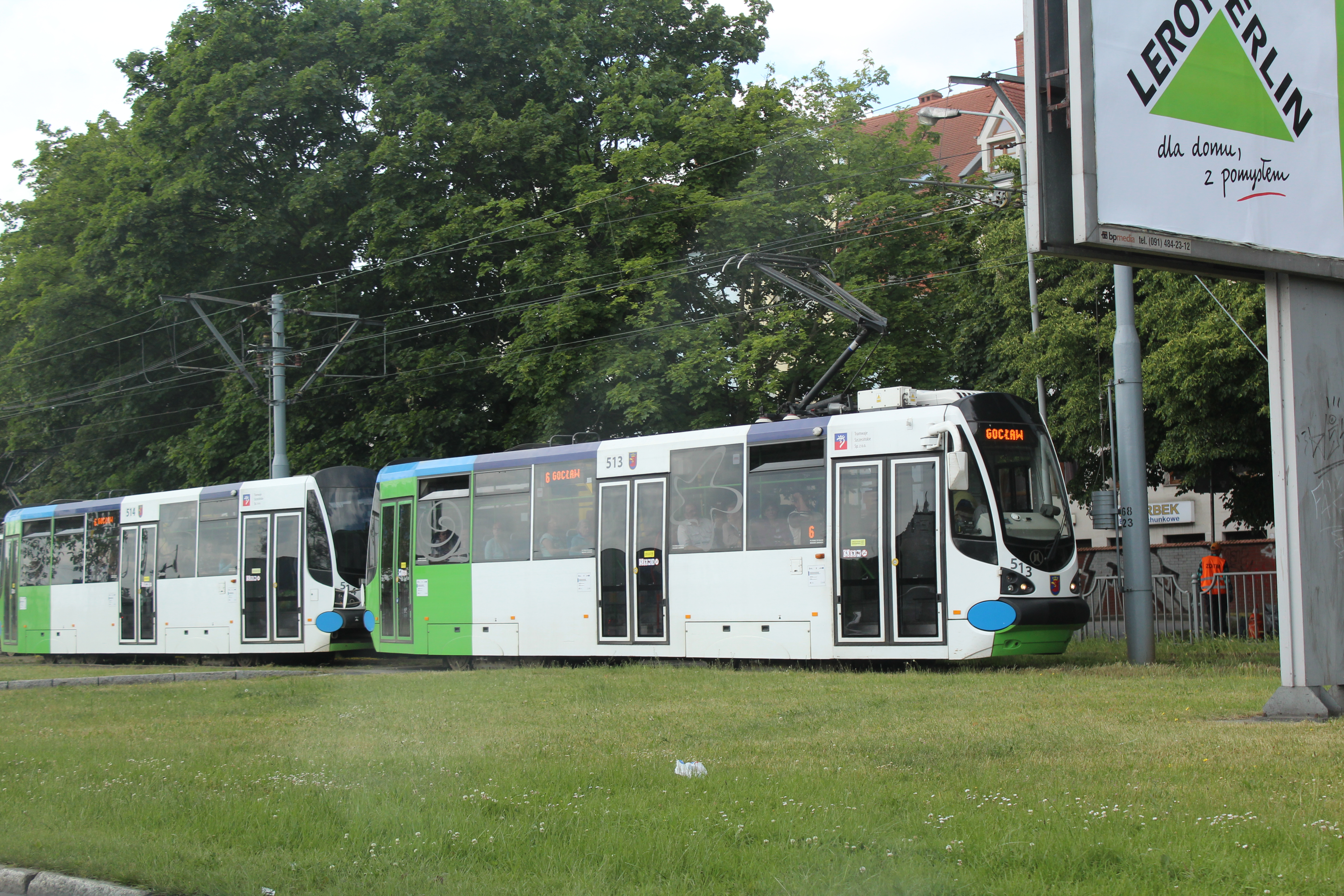
Lijn 6 met Moderus Alfa op het Bulwar Piastowski.